# Олден (Минесота)
Олден (енгл. Alden) град је у америчкој савезној држави Минесота.

## Демографија
По попису из 2010. године број становника је 661, што је 9 (1,4%) становника више него 2000. године.
| Група             | 2000.       | 2010.       |
| Белци             | 626 (96,0%) | 625 (94,6%) |
| Афроамериканци    | 0 (0,0%)    | 0 (0,0%)    |
| Азијати           | 6 (0,9%)    | 0 (0,0%)    |
| Хиспаноамериканци | 20 (3,1%)   | 26 (3,9%)   |
| Укупно            | 652         | 661         |